# 이타바시구
이타바시구(일본어: 板橋区 이타바시쿠[*])는 일본 도쿄도에 있는 특별구 중 하나이다.

## 지리
이타바시구는 간토 지방에 놓여 있다. 아라카와강이 사이타마현과의 경계의 일부를 이룬다. 도쿄도 네리마구, 도시마구, 기타구와 사이타마현의 와코시, 도다시에 둘러싸여 있다.

## 역사
이타바시라는 이름은 한자로 읽으면 "판교(板橋)"로 헤이안 시대에 사쿠지강을 가로지르던 나무로 만든 다리에서 유래되었다. 이 다리는 이 시대에 주목할 만한 것으로 이 이름은 이후에도 지속되었다. 에도 시대에 나카센도가 시모이타바시 주변을 가로질렀다. 이타바시는 에도의 4대 역참 마을 중 하나로 여행자들이 쇼군의 수도를 떠나 처음으로 묵는 곳이었다. 가가번의 저택이 이곳에 있었다. 쇼군은 이타바시에 있는 이타바시 형장을 계속 유지하였다.
1932년 10월 1일에 기타도시마구의 9개의 정과 촌이 합쳐져 도쿄시의 이타바시구가 되었다. 이타바시구는 1947년 5월 3일에 특별구가 되었다. 같은 해 8월 1일에 네리마구가 이타바시구에서 분리되었다.

## 교통

### 도로
- 수도고속도로

### 철도
- 동일본 여객철도
  - 사이쿄선
- 도쿄도 교통국(도에이 지하철)
  - 미타선
- 도쿄 메트로
  - 유라쿠초선
- 도부 철도
  - 도조 본선

## 시설
- 파논 카메라(パノンカメラ商工)

## 자매 도시
- 중화인민공화국 베이징시 스징산구
- 캐나다 온타리오 벌링턴

## 같이 보기
- 반차오구
- 판교신도시